# Marie Victor Nicolas de Fay, marquês de Latour-Maubourg
Marie Victor Nicolas de Fay, marquês de Latour-Maubourg (ou La Tour Maubourg), foi um General francês de Cavalaria, de origem aristocrática, que se destacou nas Guerras Napoleónicas. Participou, entre outras campanhas, na Guerra Peninsular e na Campanha da Rússia. Após a restauração do trono de França, em 1814, desempenhou funções diplomáticas e políticas.

## Dados biográficos
Latour-Maubourg nasceu a 22 de Maio de 1768, em La Motte-de-Galaure, filho de Claude Florimond de Fay (1712–1790) e de Vacheron Bermont Marie Françoise (1712-?). Passou a  sua infância no palácio de Maubourg. De família nobre, aos catorze anos ingressou no corpo dos Mosqueteiros da Rainha. Em 1792, atendendo ao rumo que tinha sido tomado pela Revolução Francesa, saiu de França com toda a sua família tendo regressado para se juntar às tropas napoleónicas. Após a carreira militar enveredou pelas actividades políticas, tendo chegado a desempenhar o cargo de Ministro da Guerra, de 1819 a 1821.
Quando a monarquia foi restaurada e o trono devolvido aos Bourbons, Latour-Maubourg jurou fidelidade a Luís XVIII. Durante o Governo dos Cem Dias, em que Napoleão retomou o Poder, permaneceu leal ao rei que o distinguiu como Par da França em 2 de Junho de 1814 e com o título de marquês em 1817.
Latour-Maubourg casou com uma senhora holandesa, Pétronille van Rysse, mas não deixou descendância. O seu nome de família manteve-se através dos seus irmãos Charles César de Fay de La Tour-Maubourg, também militar e político, e Juste-Charles de Fay. Marie Victor Nicolas de Fay morreu em Dammarie-lès-Lys, perto de Paris, no ano de 1850.
Existe um retrato de Latour-Maubourg no museu londrino The National Gallery. Latour-Maubourg também está representado no quadro Sacre de Charles X à Reims, de François Gérard, que se encontra no palácio de Versailles. Também foi dado o seu nome a uma avenida (boulevard Latour-Maubourg) e a uma estação do metropolitano, em Paris. Igualmente recebeu o seu nome um quartel em Valence (Drôme) que é actualmente o Centre Universitaire Latour-Maubourg. Foi também Marie  Victor Nicolas de Fay que mandou construir o palácio de Moyeux, no departamento de Seine-et-Marne.

## Carreira Militar
Latour-Maubourg iniciou a sua carreira militar aos catorze anos de idade quando ingressou nos Mosqueteiros da Rainha. Acompanhou a família quando emigraram em 1792 mas regressou a França quando Napoleão assumiu o Poder. Participou na expedição ao Egipto. Mais tarde, esteve presente, como Coronel, na Batalha de Austerlitz (2 de Dezembro de 1805) e aí foi promovido ao posto de General de Brigada. Participou na Campanha da Prússia e da Polónia e foi ferido no Combate de Dreypen. No dia 14 de Maio de 1807, foi promovido a General de Divisão. Foi novamente ferido na Batalha de Friedlend (14 de Junho de 1807).
Em 1808, Latour-Maubour encontra-se na Península Ibérica e participa na Guerra Peninsular até 1812, quando é nomeado para participar na Campanha da Rússia. Na Guerra Peninsular, Latour Maubourg é comandante da 1ª Divisão de Dragões na Batalha de Talavera, comandante da Divisão de Dragões do exército de Soult no cerco e captura de Badajoz, nas batalhas de Gebora e de Ocaña, na captura de Alburquerque, no Combate de Campo Maior, na Batalha de Albuera e no Combate de Usagre, e nas operações perto de Elvas durante a segunda tentativa dos Aliados para libertarem Badajoz (Ver o artigo: Cercos de Badajoz na Guerra Peninsular). Mais tarde, Latour-Maubourg participou na campanha contra Múrcia, no Sul de Espanha.
Na Campanha da Rússia (1812) desempenhou as funções de comandante do IV Corpo de Cavalaria e esteve presente na Batalha de Borodino (7 de Setembro de 1812). No ano seguinte participou nos confrontos da Guerra da Sexta Coligação: Batalha de Lützen (2 de Maio de 1813), Batalha de Bautzen (20-21 de Maio de 1813), Batalha de Dresden (26-27 de Agosto de 1813) e Batalha de Leipzig (16-19 de Outubro de 1813) onde foi ferido por uma bala de canhão e, como consequência, teve de amputar uma perna.

## Carreira diplomática e política
Depois da restauração da monarquia, Latour-Maubourg desempenhou as funções de Presidente do Comité de Cavalerie e ocupou vários cargos diplomáticos, entre eles o de Embaixador em Londres, em 1819. Em 1815, fez parte do tribunal que condenou o Marechal Ney à morte. Foi Ministre d'État e, entre Novembro de 1819 e Dezembro de 1821 foi Ministro da Guerra. Nestas funções, segundo consta nas Mémoires do conde de Agoult, Latour-Maubourg apresentou a Luís XVIII uma propostas para reduzir o número de Marechais de França ao que o Rei respondeu: «Eu assino esta lei com pesar pois tinha a intenção de vos nomear Marechal.» Latour-Maubourg manteve a sua proposta, razão pela qual não acedeu a esta dignidade.Ainda como ministro, publicou em 25 de Outubro de 1820 o diploma que reorganizou a infantaria francesa. Em 1821 foi nomeado governador dos Invalides, cargo que desempenhou até 1830. Latour-Maubourg recusou reconhecer a Monarquia de Julho (1830-1848) e tornou-se preceptor do Duque de Bordeaux no exílio.